# Nagel-Séez-Mesnil
Nagel-Séez-Mesnil é uma comuna francesa na região administrativa da Normandia, no departamento de Eure. Estende-se por uma área de 11,64 km². Em 2010 a comuna tinha 334 habitantes (densidade: 28,7 hab./km²).